# Franco Estil
Franco Estil (Torino, 1934 – Roma, 1º gennaio 1998) è stato un ballerino e coreografo italiano.

## Biografia
Iniziò l'attività di ballerino negli anni '60 collaborando con Don Lurio e Gino Landi. Nel 1970 partecipò come primo ballerino alla trasmissione Canzonissima, accanto a Raffaella Carrà, prendendo parte anche alla successiva edizione.
In seguito si dedicò alla coreografia per diversi varietà televisivi, tra i quali Che combinazione (1979), Signori si parte (1981), la versione televisiva di Gran varietà su Rete 4 (1983), Ci pensiamo lunedì (1983), lavorando tra gli altri con Delia Scala, Rita Pavone, Stefania Rotolo, Beryl Cunningham, Karina Huff e Franco Miseria. Negli ultimi anni ebbe modo di scoprire nuovi talenti come organizzatore di concorsi di danza.
Perse la vita in un incidente stradale nei pressi di Roma, la notte di Capodanno del 1998, all'età di 63 anni.